# Bhoganur, Navalgund
Bhoganur là một làng thuộc tehsil Navalgund, huyện Dharwad, bang Karnataka, Ấn Độ.